# W pogoni za Vermeerem
W pogoni za Vermeerem (ang. "Chasing Vermeer") to książka dla młodzieży autorstwa Blue Balliett, w której swe ilustracje zamieścił Brett Helqiust (znany przede wszystkim jako autor rysunków do słynnej Serii niefortunnych zdarzeń).
Książka opowiada o dwóch nietypowych dwunastolatkach, Calderze Pillayu i Petrze Andalee, którzy pod wpływem swej oryginalniej nauczycielki, Isabel Hussey, zaczynają interesować się sztuką i rozwiązywaniem tajemniczych spraw.
Akcja W pogoni za Vermeerem rozgrywa się w Chicago w czasach współczesnych i mimo że Calder i Petra są postaciami fikcyjnymi, autorka wplata w fabułę nazwiska postaci historycznych, takich jak słynny i tajemniczy malarz holenderski Johannes Vermeer tworzący w XVII w. czy też autor książki "I oto!" Charles Fort.
W Stanach powieść ta ukazała się nakładem wydawnictwa Scholastic, w Polsce wydrukował ją Egmont. Na rynku amerykańskim jest też już dostępna druga część przygód Caldera i Petry pt.: "The Wright 3"